# Juan Llamazares
Juan Llamazares (Buenos Aires, 1915 - Ibídem, 2002) fue un economista y profesor argentino. Se desempeñó como ministro de Comercio durante el gobierno de facto de Pedro Eugenio Aramburu.

## Carrera
Obtuvo un doctorado en Ciencias Económicas en la Universidad de Buenos Aires (UBA), su tesis "Examen del problema industrial argentino" recibió el premio Facultad 1943. Trabajó junto a Raúl Prebisch en la Sociedad Rural y años más tarde en el Banco Central.
Como ministro de Comercio de la autodenominada Revolución Libertadora pretendió fomentar la libertad comercial y eliminar las barreras burocráticas. En ese año, fue la primera reunión de este grupo para ayudar a la Argentina a renegociar su deuda para evitar que entrara en default.[cita requerida]
En ese momento, se registraban vencimientos con Estados Unidos a lo que el gobierno de facto Eugenio Aramburu, sumó nuevas obligaciones con la intención de restablecer el comercio, por u$s 700 millones, que no pudo pagar. Durante su gestión los términos de intercambio cayeron notablemente: en 1957 los precios eran un 13 % menores que los de 1953, a pesar de la política devaluatoria aplicada, no se lograron los resultados esperados, las reservas declinaron y se acumularon las deudas comerciales. Se llevó a cabo una devaluación con lo se produjo un alza interna en los precios los productos primarios, se incrementó un 40 % para la carne y más de 200 % en el caso de los cereales. Para cubrir el déficit comercial el gobierno debió recurrir a préstamos externos. Para ello entró en tratativas con el Exim-Bank de Estados Unidos y diversos bancos británicos, sin embargo, a fines de 1956 la situación económica argentina se agravó, acusando la balanza comercial un déficit de 210 millones de dólares, cifra casi equivalente a la de las reservas existentes, siendo reemplazado del cargo.
Fue el fundador del Instituto Verificador de Circulaciones, entidad que audita la circulación de los diarios. En 1984 la UBA lo nombró profesor emérito.
Recibió la Orden al Mérito de Polonia por su fomento al acercamiento comercial con la Argentina. Entre sus obras se encuentra el libro Testimonios para otra Argentina (1989).